# Rosemary Inn
Rosemary Inn est un ancien lodge américain situé dans le comté de Clallam, dans l'État de Washington. Construit à compter de 1914, il est situé sur la rive sud du lac Crescent au sein du parc national Olympique. Il est par ailleurs inscrit au Registre national des lieux historiques depuis le 17 juillet 1979.